# Laguna La Brava
La laguna La Brava o laguna Brava se encuentra en el partido de Balcarce, provincia de Buenos Aires, Argentina, en el km 40 de la ruta nacional 226, a 420 km de Buenos Aires y a 40 de Mar del Plata.
Consiste en una laguna de 430 ha, con una profundidad de entre 3 y 7 metros, con forma de riñón y dispuesta en dirección noroeste-sudeste. En su margen oeste está acompañada por la Sierra Brava (que integra el sistema de Tandilia), formando un paisaje especial comparado con la Patagonia argentina.
En la laguna y su entorno se pueden practicar diversas actividades: pesca, deportes náuticos, senderismo, parapente, observación de aves, observación del cielo nocturno. Además dispone de varios lugares de hospedaje.

Área de acceso público, libre y gratuito.

En su orilla norte se encuentra la localidad de Villa Laguna La Brava. También, por esta orilla, se puede observar la laguna y su entorno cerca de la costa, a través de un área de acceso público, libre y gratuito. En su orilla sur, cuenta con un segundo acceso público que es muy utilizado para realizar pesca desde la costa.
Su nombre hace referencia al cacique Cangapol, apodado Nicolás el Bravo.
La laguna La Brava, con una cubeta bien definida de casi 500 hectáreas y una profundidad máxima de 7 metros; con sus costas de barrancas bajas y de fácil acceso; con su fondo de barro y tosca; y con sus múltiples servicios, es considerada como uno de los mejores destinos de la Provincia de Buenos Aires para la práctica de pesca deportiva. Especialmente por su excelente Club de Pesca, que posee un muelle, habitaciones en la costa norte con jardín para chicos y bajada natural, un camping, almacén y cantina.